# Triumfetta procumbens
Triumfetta procumbens är en malvaväxtart som beskrevs av Johann Georg Adam Forster. Triumfetta procumbens ingår i släktet triumfettor, och familjen malvaväxter. Utöver nominatformen finns också underarten T. p. glaberrima.